# Blechnum rufum
Blechnum rufum är en kambräkenväxtart som först beskrevs av Kurt Sprengel, och fick sitt nu gällande namn av Carl Frederik Albert Christensen. Blechnum rufum ingår i släktet Blechnum och familjen Blechnaceae. Inga underarter finns listade.